# Huelga general de Porto Alegre de 1906
La huelga general de Porto Alegre de 1906, también conocida como huelga de los 21 días, fue la primera huelga general de la historia de Río Grande del Sur. Entre los días 3 y 21 de octubre de 1906, cerca de cinco mil obreros abandonaron sus puestos de trabajo exigiendo la reducción de la jornada laboral a 8 horas diarias. El movimiento fue inicialmente impulsado por los anarquistas, quienes habían iniciado una huelga el día 26 de agosto en la marmolería de Jacob Aloys Friedrichs reivindicando la jornada de ocho horas. Poco después de la declaración de la huelga, fundaron el Sindicato de Marmolistas y llamaron a los demás trabajadores de Porto Alegre para que se unan al movimiento. Durante todo el mes de septiembre, la clase trabajadora de la ciudad se mantuvo solidaria a los marmolistas y, el 3 de octubre, varios otros sectores decidieron declararse en huelga.
Durante la paralización de varios sectores - incluyendo a los metalúrgicos, estibadores, pedreros, trabajadores de los tranvías y textiles -, el empresariado local se reunió bajo el liderazgo de Alberto Bins para firmar un convenio que concedía a los obreros una jornada diaria de nueve horas de trabajo, propuesta que inicialmente no fue aceptada por los huelguistas. Durante la huelga, los socialistas Francisco Xavier da Costa y Carlos Cavaco emergieron como líderes del movimiento, alejando a los anarquistas de su dirección e impulsando la creación de la Federación Obrera de Río Grande del Sur (FORGS), que se convertiría en la organización gaúcha más importante de la clase trabajadora durante la Primera República. Los patrones se mantuvieron intransigentes y la huelga comenzó a vaciarse a partir del día 17 de octubre cuando varios trabajadores, presionados por las dificultades económicas consecuencia de la paralización empezaron a regresar al trabajo, aceptando la jornada de nueve horas. El día 21, el movimiento fue dado por cerrado por la prensa local. A pesar de que no se logró la reivindicación original, la reducción de la jornada de trabajo fue vista como una conquista parcial y la huelga ayudó a fortalecer la conciencia de clase y la organización de los trabajadores de Porto Alegre.